# Jetel jahodnatý

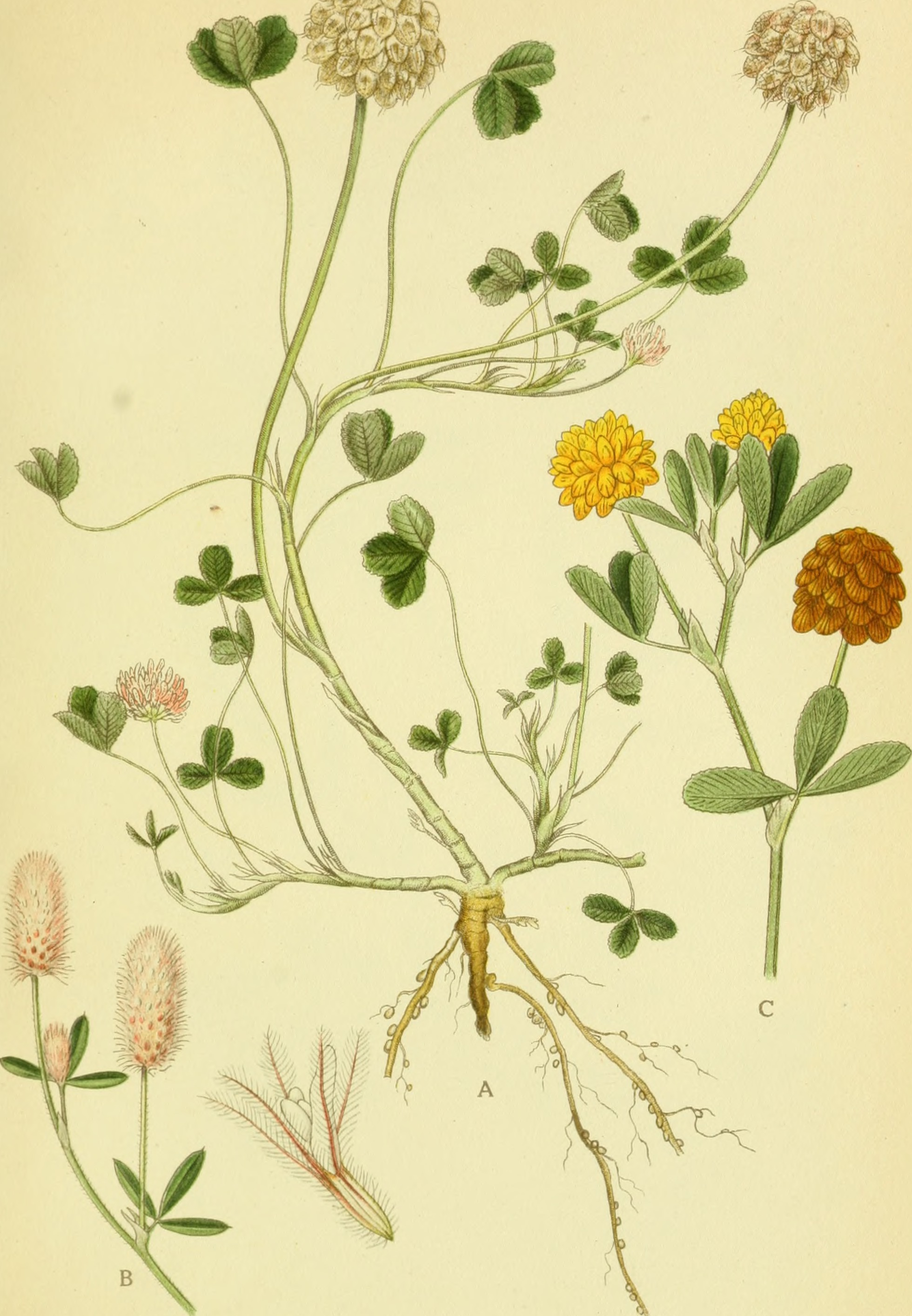
Nákres jetele jahodnatého

Jetel jahodnatý (Trifolium fragiferum) je vytrvalá, nízká rostlina s poléhavými lodyhami schopná růst ve vlhké a zasolené půdě. Tento, v české přírodě původní druh, je v době tvorby plodů nápadný svými kulatými plodenstvími, které vypadají jako narůžovělá malina či jahoda. Postupně se změnou v obhospodařování míst, která jsou vhodná pro jeho růst (vysušováním, eutrofizaci, zarůstáním), dochází k mizení ze stanovišť na kterých tradičně vyrůstal. Proto je v "Červeném seznamu cévnatých rostlin České republiky: třetí vydání" zařazen mezi ohrožené druhy (C3).

## Výskyt
Rostlina s rozlehlým euroasijským areálem. Oblast výskytu jetele jahodnatého se nachází po celé Evropě a v Asii od Blízkého východu a Kavkazu přes Jihozápadní Asii, Sibiř a Střední Asii až po Bajkalské jezero, okrajově také zasahuje do severní části indického subkontinentu. Za jeho domovinu je současně považována i Makaronésie, Severní Afrika a Etiopie. Jako zavlečená rostlina se dostal do Severní a Jižní Ameriky, Austrálie i na Nový Zéland.
V České republice vyrůstá převážně v teplých územích na severozápadě Čech, v Polabí, dolním Povltaví a na střední, jižní a jihovýchodní Moravě, vyskytuje se především v termofytiku a teplejších oblastech mezofytika. V jižních a západních Čechách, stejně jako na západní a severní Moravě, téměř chybí.

## Ekologie
Fakultativně halofilní rostlina která se samovolně objevuje na vlhkých nebo střídavě podmáčených loukách a pastvinách, na zasolených půdách či přímo slaniskách a snáší bez újmy i zaplavení po dobu dvou měsíců. Vyskytuje se i na alkalických půdách (např. vápence). Je diagnostickým druhem slaniskových trávníků svazů Puccinellion limosae a Juncion gerardii. Tolerance k zasoleným či alkalickým půdám ji předurčuje také vyrůstat nahodile okolo solených cest i přímo v obcích, kde vyhledává místa s nezapojenou vegetací. Hemikryptofyt, který má v prvém roce po výsevu pomalý vývoj, v dalších létech kvete podle stanoviště od června do srpna a prvá semena dozrávají koncem srpna. Ploidie druhu je 2n = 16.

## Popis

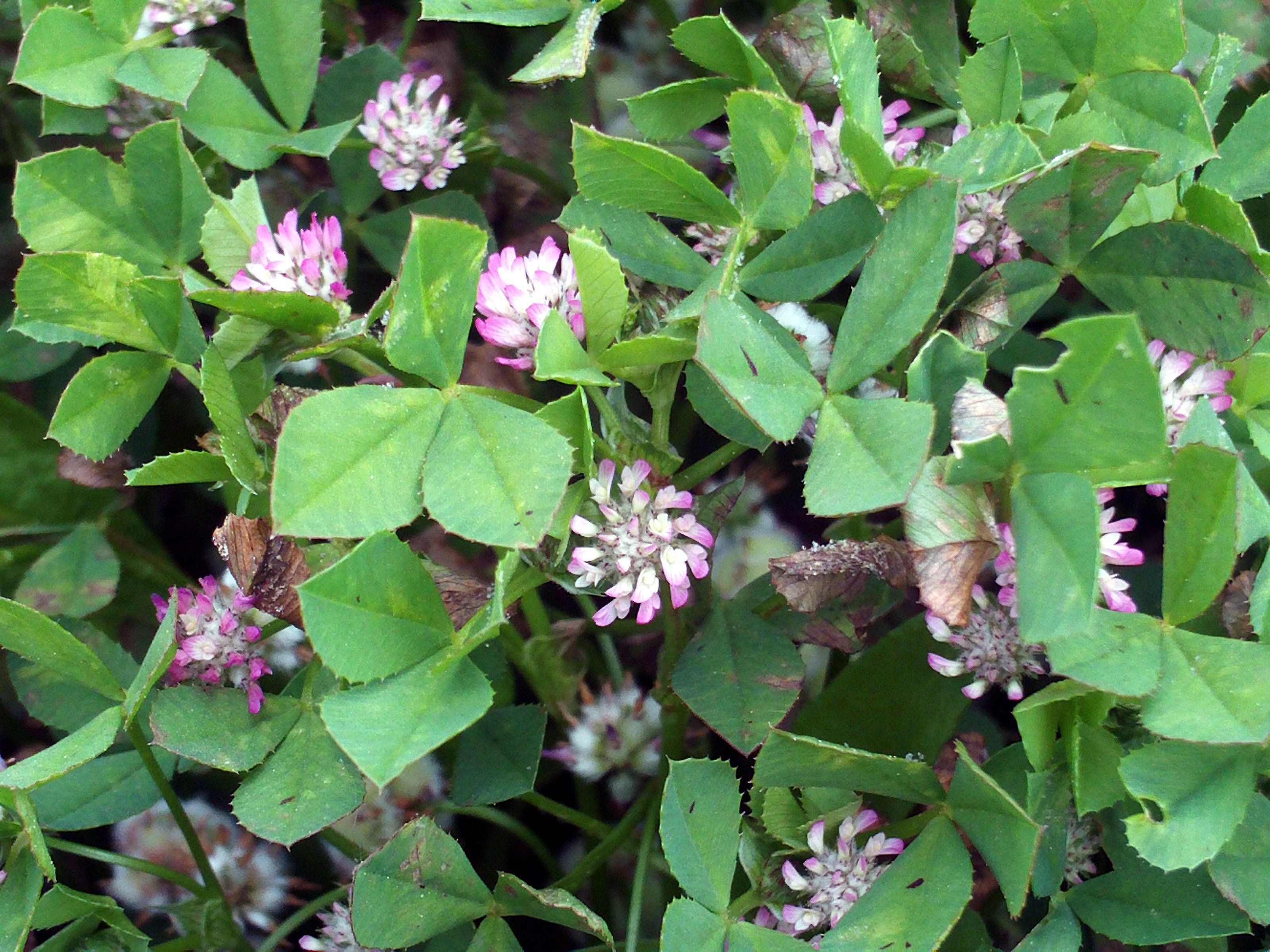
Květenství

Vytrvalá bylina s poléhavými až vystoupavými, z kůlovitého kořene rostoucími lodyhami 10 až 30 cm dlouhými, které v uzlinách koření. Jsou porostlé trojčetnými listy s řapíky dlouhými 5 až 15 cm, jejich zelené lístky bez skvrn jsou vejčité či eliptické, 1 až 2 cm dlouhé, na vrcholu okrouhlé nebo mělce vykrojené a po okraji slabě zoubkované. Palisty jsou kopinaté, bělavé, na konci zašpičatělé a více než do poloviny srostlé s řapíkem. Před tvorbou plodů je zaměnitelný s jetelem plazivým, který se odlišuje bělavými skvrnami na lístcích.
Květenství jsou kulovité nebo eliptické hlávky, velké asi 1 cm, vyrůstající na dlouhých stopkách z paždí listů. Jsou sestavená z 10 až 30 krátce stopkatých, šedobílých až narůžovělých květů asi 6 mm dlouhých, které mají blanité listeny delší než stopky. Asi 5 mm dlouhý kalich s kopinatými zuby je nestejně dvoupyský, hustě chlupatý, po odkvětu se nápadně nafoukává až na 10 mm a z části nebo plně překrývá korunu. Světle růžová až bílá koruna má elipsovitou, tmavě pruhovanou pavézu mnohem delší než člunek i křídla. V květu je deset dvoubratrých tyčinek a jeden pestík. Květy poskytují opylovačům hodně pylu i nektaru, slétávají se na ně hlavně čmeláci a včely. V případě nedostatku opylovačů dokáží květy být i samosprašné, počet semen je však nižší.
Opylená květenství vytvářejí kulovitá až elipsoidní, světle hnědá nebo nafialovělá plodenství mívající 10 až 15 mm v průměru. Plody jsou hnědé, asi 3 mm dlouhé nepukavé lusky, obsahující jedno až dvě podlouhle vejčitá, tmavě tečkovaná semena. Lodyhy s dozrávajícími semeny se ohýbají a plody jsou přitlačovány k zemi, nesnadno se strojně sklízí. Na loukách se obvykle rozmnožuje vegetativně odnožemi. Osemení semen jsou velmi tvrdá, doporučuje se je před výsevem skarifikovat. Přirozenou cestou se semena, která v luscích vydrží do pozdního podzimu, šíří na nová stanoviště nejčastěji vodou.

## Taxonomie
U jetele jahodnatého se v Česku rozlišují dvě variety, lišící se květenstvím a velikosti kalichu. Jsou to:
- jetel jahodnatý pravý (Trifolium fragiferum L.var. fragiferum)
- jetel jahodnatý opomíjený (Trifolium fragiferum L.var. bonannii (C. Presl) Fiori et Paol.)

Nominátní varieta, jetel jahodnatý pravý, má květenství kulovité a kalich po odkvětu zcela překrývá korunu, kdežto jetel jahodnatý opomíjený má květenství spíše elipsoidní a kalich překrývá po odkvětu korunu jen zčásti. Obě variety občas rostou na stanovišti společně a pak se vyskytuje celá řada přechodných typů.

## Význam
Tento druh jetele je dobrá pastevní pícnina pro vlhké a slaniskové půdy, kde se nedaří jeteli plazivému, je doporučován jako složka pastevních směsí. Z pícninářského hlediska je ceněná jeho schopnost snášet spásání po kterém rychle obrůstá, jeho vytrvalost po dobu nejméně pěti až šesti let, schopnost vegetativního rozmnožování zakořeňováním poléhavých lodyh, husté olistění a vysoký obsah dusíkatých látek. Má dobrou výživnou hodnotu a domácí býložravá zvířata jej ráda přijímají, bývá hodnocen i jako medonosná rostlina. Je také vhodnou rostlinou pro zpevnění a zdrnění příkrých svahů s jílovitou půdou. Na kořenech rostlin jsou útvary osídlené symbiotickými bakteriemi, které dokáži jímat vzdušný dusík a obohacovat jím půdu.